# Seifeddine Chettih
Seifeddine Chettih (en arabe : سيف الدين شطيح) est un footballeur algérien né le 28 mai 1991 à Constantine. Il évolue au poste d'arrière gauche.

## Biographie
Il évolue en première division algérienne avec le club, du RC Relizane. Il dispute actuellement 30 matchs en inscrivant un but en Ligue 1.

## Palmarès
CS Constantine
- Championnat d'Algérie D2 (1) :
  - Champion : 2010-11.